# (100109) 1993 FN46
(100109) 1993 FN46 es un asteroide perteneciente al cinturón de asteroides, descubierto el 19 de marzo de 1993 por el equipo del Uppsala-ESO Survey of Asteroids and Comets desde el Observatorio de La Silla, Chile.